# 最终幻想II
《最終幻想II》（台旧译「太空战士II」）是由史克威爾開發，並於1988年在任天堂FC遊戲機平臺發行的奇幻電子角色扮演遊戲，遊戲是最終幻想系列的第二部作品。遊戲於後來多次移植或重製，轉戰平臺包括WonderSwan Color、索尼PlayStation、Game Boy Advance、PlayStation Portable以及多個行動電話與智慧型手機。由於《最終幻想II》和《最終幻想III》初版都僅有日文版本未在歐美發行，為避免北美玩家困惑，《最終幻想IV》在北美發售時順應當地編號以“最終幻想II”為題。遊戲最新的重製版是iOS和Android版，其分別於2010年和2012年在全球發行。
遊戲故事圍繞著四個父母被帕拉美琪亞帝國軍隊殺害的年輕人。四人中的三人加入了帝國反抗軍，完成任務來獲得新魔法和武器、毀壞敵人的超級武器並營救領導者。在擊敗了帝國和皇帝後，三人組找到了成為黑騎士的第四個年輕人，他取代了之前的皇帝並準備攻擊反抗軍。在與他對峙時，重生成為惡魔的皇帝出現，並準備毀滅世界。轉折下四名年輕人決定合力反擊，並最終在魔法城堡中消滅了惡魔。Game Boy Color版增加了遊戲結局後的劇情，講述了幾個配角的故事。
許多《最終幻想II》引入的元素後來成為系列的共通元素，如陸行鳥和常设角色席德。遊戲沒有使用系列前作和續作中傳統的經驗值升級系統，而是讓能力值因角色使用與習得內容而增長的熟練度系統。雖然遊戲是《最終幻想》的續作，但並沒有出現前作中的角色與地域。《最終幻想II》在首發當時只有日文版本，幾乎沒有日本外評論者的關注，但之後的重製版則獲得正面評價。

## 遊戲玩法
《最终幻想II》使用了和前作《最终幻想》相似的游戏玩法。玩家可以自由的在包含数个城镇与迷宫的世界地图上漫游。玩家通过可菜单制系统为角色准备装备和两个多为一次性的战斗道具。玩家通过道具菜单给角色分配魔法，“回复”等几个魔法还能在战斗外使用。玩家还可以在世界地图上储存进度。玩家可从商店中购买武器、防具、道具和魔法，城镇居民会为玩家提供推进游戏的有用信息。游戏加入了“词汇记忆”的新功能，当玩家和非玩家角色（NPC）对话时可“询问”与“记忆”特定词语，随后可通过询问其它NPC来获得更多信息，或是解锁新剧情。游戏同样还有少量特殊道具，玩家可在对话中给NPC展示或对其使用，二者效果相同。角色和怪兽不再像前作中会分别显示在不同的窗格中，而玩家在战斗中也可以看到当前生命值和总生命值。玩家可以以不足四人的队伍战斗，这在首作是无法实现的。《最终幻想II》中出现了最终幻想的特有吉祥物陆行鸟，玩家可以骑着它高速移动且不遇敌。常设角色希得也从《最终幻想II》开始出现，之后每部本传游戏都会有同名角色出现。
在世界地图和迷宫中玩家都会随机遇到敌人，玩家可通过战斗提升角色属性。与《最终幻想》不同，角色职业不能升级。游戏也是系列中少数不使用经验值升级的作品，代之的是角色通过参战来提升行动类型的等级。比如角色频繁使用某种武器，该武器就将更加熟练，物理威力和准确度将会提升。属性包括生命值、魔法值、魔力、体力、力量、精神力、敏捷、智力和回避率。玩家可通过在战斗中反復使用某类武器来提升其力量。体力值（HP）和魔法值（MP）會隨著消耗而增長；角色在戰鬥中受到重擊後可提升最大HP，在戰鬥中大量施放魔法可提升最大MP。該經驗系統有些非預期後果，玩家可通一些方法獲得大量預算之外的經驗值；如透過自相攻擊與反復施法，角色可大幅提升HP與能力。《最終幻想II》使用了和前作相同的回合制戰鬥系統，以及存在對多數物理攻擊免疫，但可透過弓和魔法傷害的角色或敵人。

## 情節

### 角色
《最終幻想II》有四個玩家角色以及幾個可暫時控制的配角。主要角色有居住在菲因、正義感強烈的劍士主人公菲利奧尼爾；溫柔的並專注於帝國的弓箭手瑪莉亞；可以和動物對話的單純武僧蓋伊；以及作為對手黑騎士而在遊戲大部分時間不知所蹤的萊恩哈特。有五個角色臨時加入隊伍，協助菲利奧尼爾、瑪莉亞和蓋完成反叛任務，他們是：卡修因王子與反叛軍成員哥頓，薩拉瑪多鎮居民約瑟夫，海盜蕾拉，反叛軍的白魔法師敏武，以及系列中出現的首個龍騎士理查德·海德溫。
雖然《最終幻想》更多聚焦於遊戲系統，但坂口博信决定第二作更多强调于角色发展。為了讓角色感覺更像現實中的人類，能讓玩家體驗到悲傷或開心這類情感。《最終幻想II》還讓玩家角色在正常劇情中死亡。音樂作曲者植松伸夫最初反對創造這種死亡場景，但最終同意了坂口的观点。在游戏系统上，当客串角色在剧本中死亡时，玩家将无法复活他们或收回其装备武器。
菲利奥尼尔和帕拉美琪亞皇帝（在寺田憲史的小說中名為馬提烏斯）是系列角色跨界格鬥遊戲《最終幻想 紛爭》中《最終幻想II》的主人公和反派，菲利奥尼尔被設定為能操縱多把武器的熱血漢（原作藝術畫概念）。菲利奧尼爾日版由綠川光配音，英文版由约翰尼·扬·博施配音；馬提烏斯日版由堀内贤雄配音，英文版由克里斯托弗·科里·史密斯配音。在《最終幻想II》PlayStation版開場FMV（全动态视频）中，菲利奧尼爾由小尾元政配音，瑪莉亞由下屋則子配音，蓋由三宅健太配音，萊恩哈特由山口隆行配音。

### 劇情
在《最終幻想II》的開場，菲利奧尼爾、瑪莉亞、蓋和萊恩哈特在帕拉美琪亞黑騎士的攻擊下逃生。菲利奧尼爾、瑪莉亞和蓋被姬蕾妲公主救出，她在菲因王國被帝國侵略後，在阿魯迪亞鎮建立了反抗者基地。因為三人年輕而缺經驗，姬蕾妲拒絕了他們加入反抗軍的請求。三人動身到菲因尋找萊恩哈特；在這裡他們找到臨終的卡修恩國王斯科特，姬蕾妲的未婚夫；他告訴主角，原菲因爵士伯恩背叛了反抗軍，成為了帝國軍的將軍。一行回到阿魯迪亞將消息告訴了姬蕾妲。她同意主角加入反抗軍，並讓他們到北方尋找製造強大武器的原料秘銀。隊伍北上來到了被佔領的村莊薩拉瑪多，從附近礦山救出了受奴役的村民並找到了秘銀。
在接下來的任務中，隊伍被送到巴夫斯克城阻止飛空船大戰艦的建設；然而它在隊伍到達之時飛走了。在拿到可以炸毀大戰艦的太陽火焰時，隊伍看到大戰艦在抓捕載有姬蕾妲的飛空艇。在大戰艦著陸補充供給時，一行救出了姬蕾妲並將太陽火焰投入大戰艦的引擎。在乘爆炸前逃脫時，一行遇到了黑騎士，瑪莉亞認為他是萊因哈特。
菲因國王在臨終時，讓一行人到幾近滅亡的迪斯特城尋找龍騎士協助。一行人在迪斯特城只找到一對母子，得知因帝國下毒，城裏只剩下一只瀕死的飛龍了。將最後的飛龍蛋放到山洞後，一行回到了阿魯迪亞，發現上次營救的只是假公主。再次救出姬蕾妲公主後，一行又從帝國手中奪回了菲因。之後隊伍西行尋找強力的魔法道具，途中最後倖存的龍騎士加入了隊伍。隊伍返回菲因後發行許多城鎮都被皇帝召喚的龍捲風摧毀。隊伍呼喚了新生的最後一隻飛龍，乘著它進入了龍捲風內部並殺死了皇帝。眾人回到菲因慶功時，一個身負重傷的菲因士兵報告稱萊恩哈特接管了王位並操控帝國軍消滅反抗者。
當隊伍進入帕拉美琪亞城堡與萊因哈特對峙時，重生並獲得魔力的皇帝從王座上出現，他稱他被從地獄中送回，並要毀滅整個世界。一行與萊恩哈特乘飛龍飛出了帕拉美琪亞城堡，此時城堡也變成了魔宮大混亂城。萊因哈特答應協助一行消滅皇帝。隊伍來到了通向地獄，被稱作死亡大道的地下通道，找到了大混亂城的入口，一行人最終打敗了皇帝。
在Game Boy Advance重製版《最終幻想I·II Advance》中新增了一個稱作“靈魂重生”的通關後任務。新增任務圍繞著在遊戲劇情中死亡的角色，他們在另一個遊戲世界消滅了互生版的皇帝。

## 開發
在系列首作《Final Fantasy》面世前，史克威爾決定相信有發展續作的可能性，於首發即出貨了40万份遊戲，而最初的FC版本更進一步超過預期，首作累計在日本出貨了52萬份。在成功開啟續作《最終幻想II》開發時，由於初始就沒有固定的理念，因而其最終決定不使用前作的角色與地點，而是從一個新方向展開。系列首作的主策劃坂口博信為調節較大的開發團隊而一人擔當總監。開發者使用了第一作獲得的經驗，即更注重將故事創意融于新的遊戲系統與遊戲世界，因而他們首先全面創作了《最終幻想II》的情節，遊戲系統則圍繞著情節構建。較之於第一部遊戲，經驗值系統在本作中改為更接近現實的成長系統。前作的一些開發人員在《最終幻想II》中擔任相同的工作。作品情節再次由坂口創作，具體的劇本則由寺田憲史編寫。植松伸夫和前作一樣譜寫音樂，天野喜孝再次擔當藝術概念設計。和前作相同，納賽爾·吉貝利負責編程。在遊戲開發中，吉貝利由於工作簽證期滿而不得不從日本回到美國加利福尼亞萨克拉门托。其余的开发人员帶著必要的材料與設備，随他到萨克拉门托完成遊戲製作。遊戲在首作發佈之後不到一年便發行了。
遊戲由劇本作者寺田憲史改編為小說《最終幻想2 夢魔的迷宮》，天野喜孝插畫，小說于1989年4月由角川書店在日本發行。

## 音樂
《最終幻想II》的音樂後來由關戶剛為WonderSwan Color、PlayStation和Game Boy Color重製版而重新編曲。雖然《最終幻想II》的音樂和《最終幻想》音樂是分別譜寫的，但二者經常打包收錄於一張專輯中。首張專輯《最終幻想I·II全音樂》與1989年發行，後於1994年再版。兩個原聲的重編專輯《交響組曲最終幻想》也於1989年發行。PlayStation版遊戲的音樂合輯《最終幻想&最終幻想II原聲專輯》與2002年發行，並於2004年再版。《最終幻想II》的音樂還在各種官方音樂會與現場專輯中出現，如管絃音樂會現場專輯《20020220 最終幻想音樂會》，其中選取了包括本作在內系列各遊戲的音樂。此外，皇家斯德哥爾摩交響管絃樂團在巡迴音樂會《Distant Worlds - Music from Final Fantasy》中演奏的組曲中使用了一些遊戲樂曲，而新日本管絃交響樂團在《Tour de Japon》系列音樂會上演奏了另一版本的組曲。

## 遊戲版本

### 重製版
除了FC原版遊戲外，《最終幻想II》還與《最終幻想》以《最終幻想I·II》為題於1994年發行FC合輯版。遊戲與2001年發行WonderSwan Color版本，2002年在PlayStation發行獨立版和初代合輯兩個版本，2004年在Game Boy Advance發行《最終幻想I·II Advance》，2004年和2006年發行行動電話版，2007年發行PlayStation Portable版，2009年6月16日在日本發行Wii Virtual Console版。
《最終幻想I·II》合輯對原版遊戲做了小修改。WonderSwan Color重製版首發與2001年5月3日，隨後在該平臺發行了帶有附加內容的特別版。该版本完全使用16位元世代技术重绘游戏画面，使用更大的角色图标，由關戶剛重混音樂，並為戰鬥背景配上了全圖像。PlayStation版較WonderSwan Color版圖像改進更大，音樂依然由關戶剛重混，因發揮了PlayStation的聲音機能，音質得以提升。關戶還未新的過場動畫譜寫了幾首新曲目。遊戲單獨在日本發行，並和一代以《最終幻想I·II 珍藏版》（Final Fantasy I·II Premium Collection）為題在發行（北美版題為“Final Fantasy Origins”），這是遊戲首次在日本以外發售。2012年12月8日，收錄重製版的《最終幻想25週年紀念超級包》（Final Fantasy 25th Anniversary Ultimate Box）發行。
《最終幻想II》與初代於2004年在Game Boy Advance上以《最終幻想I·II Advance》為題發行，美版標題為“Final Fantasy I & II: Dawn of Souls”。該版本首次為遊戲加入了附加劇情“靈魂重生”，玩家可在通關後開啟此劇情。史克威爾艾尼克斯於2004年和2006年為日本行動電話網路發佈《最終幻想II》。为庆祝最终幻想20周年，2007年在日本發行了PlayStation Portable版。該重製版改進了圖像，使用了《最終幻想I·II 珍藏版》的過場動畫和原聲，並加入了《最終幻想I·II Advance》的附加探險與迷宮。此外遊戲又加入了兩個新迷宮，更多的角色特有裝備，以及強敵的敵人與新頭目。2009年6月16日，日本Wii Virtual Console提供原版FC遊戲的服務，其沒有應用後來版本改動。2010年2月25日，史克威爾艾尼克斯為iOS發行了PlayStation Portable移植版，並為觸摸螢幕做了適應性調整。

### 未發行英文版
繼1990年任天堂北美《最終幻想》發行的成功，史克威爾北美子公司史克威爾軟體開始《最終幻想II》英文在地化的工作，並定名為“最終幻想II：帕拉卡上的暗影”（Final Fantasy II: Dark Shadow Over Palakia）。這項工作由後來翻譯《最終幻想IV》和《聖劍傳說2》劇本的森山薰負責。雖然測試版已經製成，而且遊戲也在史克威爾軟體的幾個貿易刊物上打了廣告，但長開發週期、日本原版遊戲已顯古老，以及FC的下一代遊戲機超級任天堂的面世，讓史克威爾軟體放棄《最終幻想II》的本地化，轉而投入最新發行的《最終幻想IV》。
雖然北美NES版《最終幻想II》的樣本卡匣已經製成，但森本自己也承認工程遠未完成，“我們用於每個遊戲的只有非常有限的記憶體容量，這絕非真正的‘翻譯’，而是砍掉信息再補回來，而且我們的老闆當時沒有理解為英文版投入的額外工作”。2003年，收錄於《Final Fantasy Origins》的遊戲最終為英文區受眾發行，遊戲在柏木章的監督下使用了全新的翻譯。

## 評價
最初的FC版本在日本的出貨量達76萬份。截至2003年3月31日，所有版本遊戲在全球纍計出貨128萬，其中108萬在日本，20萬在海外。儘管PlayStation版在2007年6月發行，但遊戲9月份就在日本出貨9萬，北美出貨7萬。以全版本的合計銷量來看，雖然本作依然賣出了超過百萬份，但此成績在最終幻想系列的所有本傳中為最低。
遊戲重製版獲大量評價。《Fami通》雜誌為WonderSwan Color版打出30/40，GameSpot稱《Advance》的圖像基本過時，但稱讚了新增內容。IGN稱遊戲故事翻譯較《最終幻想》大幅改進，並加入了後來最終幻想遊戲的功能，如可以在世界地圖任何地方存檔，而非只能在帳篷或小屋。《Advance》合輯獲IGN 2004年3月Game Boy“月度遊戲”，並在《任天堂力量》的最佳200遊戲列表中排名76。對話系統獲大量費時且做作的評價，但仍然被認為是一個互動性的里程碑。因為涉及愛情與角色死亡，劇情較《最終幻想》複雜而更有深度。一些評論認為遊戲情節借鑒了《星球大战IV：新希望》的元素，包括孤兒加入帝國反抗軍，帝國建造大戰艦，而戰艦裏面關著的公主。GameSpy稱讚了任何時間可存儲遊戲的新功能，稱其是掌上遊戲機的關鍵功能；相比之下GameSpot則稱讚了遊戲圖像，稱其雖然簡單，但“很適合”Game Boy Advance。
PlayStation Portable獲得了一般的評價。GameSpot稱升級系統“混亂”，並認為和以前的版本不同，該版本不應個《最終幻想》一起發售。IGN也對遊戲系統不滿，稱“如果你是一個更偏重遊戲體驗的玩家，FF2看起來絕非升級”。然而兩份評論都稱讚了圖像。GameSpy也做出了給升級系統“古怪，有時困惑”的相似批評，但也同時稱讚了圖像，此外其還稱讚了本就應該降低的遊戲難度，評論者認為，應淘汰為推動進度而被濫用的等級系統，而玩家在原版遊戲中不得不這麼做。

## 外部連結
- FC原版官方頁面 （日語）